# 1768 v hudbě

## Události
- 11. února – premiéra melodramatu  Phaéton N. Jommelliho ve Vídni

## Skladby
- Symfonie č.7 a 8, Wolfgang Amadeus Mozart
- Symfonie č. 49 La passione, Franz Joseph Haydn
- Šest symfonických orchestrů, opus 2 Josef Mysliveček